# Distrikt Guarda
Der Distrikt Guarda (Distrito da Guarda) ist ein Distrikt Portugals, besteht im Wesentlichen aus der traditionellen Provinz Beira Alta, mit Ausnahme der nördlichen Kreise, die zu Trás-os-Montes und Alto Douro gehören. Im Norden grenzt der Distrikt Bragança, im Osten Spanien, im Süden der Distrikt Castelo Branco und im Westen grenzen die Distrikte Coimbra und Viseu an den Distrikt. Fläche: 5518 km². Bevölkerung (2001): 173.716. Hauptstadt des Distrikts: Guarda. Kfz-Kennzeichen für Anhänger: GD.
Der Distrikt Guarda unterteilt sich in 14 Kreise (Municípios):
| Kreis                       | Anzahl Gemeinden | Einwohner (2021) | Fläche km² | Dichte Einw./km² | LAU- Code | Region        | Unterregion               |
| --------------------------- | ---------------- | ---------------- | ---------- | ---------------- | --------- | ------------- | ------------------------- |
| Aguiar da Beira             | 10               | 5.231            | 206,76     | 25               | 0901      | Região Centro | Viseu Dão-Lafões          |
| Almeida                     | 16               | 5.887            | 518,00     | 11               | 0902      | Região Centro | Beiras e Serra da Estrela |
| Celorico da Beira           | 16               | 6.583            | 247,20     | 27               | 0903      | Região Centro | Beiras e Serra da Estrela |
| Figueira de Castelo Rodrigo | 10               | 5.148            | 508,58     | 10               | 0904      | Região Centro | Beiras e Serra da Estrela |
| Fornos de Algodres          | 12               | 4.403            | 131,45     | 33               | 0905      | Região Centro | Beiras e Serra da Estrela |
| Gouveia                     | 16               | 12.222           | 300,60     | 41               | 0906      | Região Centro | Beiras e Serra da Estrela |
| Guarda                      | 43               | 40.117           | 712,08     | 56               | 0907      | Região Centro | Beiras e Serra da Estrela |
| Manteigas                   | 4                | 2.909            | 121,97     | 24               | 0908      | Região Centro | Beiras e Serra da Estrela |
| Mêda                        | 11               | 4.630            | 286,07     | 16               | 0909      | Região Centro | Beiras e Serra da Estrela |
| Pinhel                      | 18               | 8.092            | 484,51     | 17               | 0910      | Região Centro | Beiras e Serra da Estrela |
| Sabugal                     | 30               | 11.280           | 822,71     | 14               | 0911      | Região Centro | Beiras e Serra da Estrela |
| Seia                        | 21               | 21.755           | 435,70     | 50               | 0912      | Região Centro | Beiras e Serra da Estrela |
| Trancoso                    | 21               | 8.413            | 361,51     | 23               | 0913      | Região Centro | Beiras e Serra da Estrela |
| Vila Nova de Foz Côa        | 14               | 6.304            | 398,14     | 16               | 0914      | Região Norte  | Douro                     |
| Distrikt Guarda             | 242              | 142.974          | 5.535,28   | 26               | 09        | –             | –                         |

Koordinaten: 40° 36′ N, 7° 18′ W